# Cornube
Cornube var enligt västgötalagens kungalängd en östgöte som var far till Sverker den äldre. På grund av uppgifter i den isländska genealogin Langfeðgatal har han ibland identifierats med Erik Årsäll.